# 응우옌찌프엉
응우옌찌프엉(베트남어: Nguyễn Tri Phương, c.1806년 - 1873년)은 베트남 응우옌 왕조의 무관이었다. 그는 베트남 남부 지방을 침략하여 코친차이나 전역을 전개했던 팝-떠이반냐의 연합군을 상대로 다낭(1858), 저딘(1861)과 하노이(1873)에서 전투를 벌였다.
응우옌찌프엉은 하띠엔 성을 되찾고, 쩌우독에서 태국 군대를 물리쳐 빠르게 승진을 거듭했다. 그는 1841년 남부 코친차이나에서 티에우찌(1841 ~ 1847년 임기)의 태수로 재임하면서 쯔엉민정(Trương Minh Giảng)의 뒤를 이었다. 이후 사덕제(1847년 ~ 1883년 재위)의 고문이 되었다. 그는 1873년 팝군대와 교전으로 상처를 팝군대 포로를 입은 후 굶어 죽었다.